# Réselemzés
A  menedzsment-szakirodalomban a réselemzés (angolul gap analysis) a tényleges teljesítmény összehasonlítását jelenti a potenciális vagy elvárt teljesítménnyel. Hogyha egy vállalkozás nem használja ki a lehető legjobban a rendelkezésre álló erőforrásait, vagy kihagy lehetőséget a termelő fizikai tőkébe vagy technológiába történő befektetésekről, akkor az idealizált potenciál alatt termelhet vagy teljesíthet. Ez a koncepció hasonló ahhoz, mintha egy gazdaság termelése a termelési lehetőségek határa alatt lenne.
A réselemzés azonosítja a bemenetek (erőforrások) optimalizált allokációja és integrációja, valamint a jelenlegi elosztási szint közötti eltéréseket. Ez megmutatja azokat a területeket, amelyeken van lehetőség fejleszteni. A réselemzés az üzleti követelmények és a jelenlegi képességek közötti különbség meghatározása, dokumentálása és javítása. A réselemzés természetes módon származik a benchmarkingból és más értékelésekből. Miután megértettük egy iparág általános teljesítményelvárását, összevethetjük ezt az elvárást a vállalat jelenlegi teljesítményszintjével. Ez az összehasonlítás válik a réselemzéssé. Az ilyen elemzés elvégezhető egy szervezet stratégiai vagy operatív szintjén.
A réselemzés egy formális tanulmány arról, hogy egy vállalkozás hogyan áll jelenleg, és hová szeretne eljutni a jövőben. Többféle perspektívából végezhető el, amik a következők:
1. Szervezet (pl. Emberi erőforrások)
2. Üzleti irány
3. Üzleti folyamatok
4. Információtechnológia

A réselemzés jó alapot nyújt egy adott eredmény eléréséhez szükséges idő-, pénz- és emberi erőforrás-befektetés mérésére (pl. a bérfizetési folyamat papíralapúról papírmentesre való átalakítása egy rendszer használatával). Megjegyzendő, hogy a „GAP-analízist” alkalmazták  annak osztályozására szolgáló eszközként, hogy egy termék vagy megoldás mennyire felel meg egy célzott igénynek vagy követelményrendszernek. Ebben az esetben a „GAP” használható „Jó” (angolból Good), „Átlagos” (angolból, Average) vagy „Gyenge” (angolból Poor) rangsorolásként. A „GAP” ezen angol szavak mozaikszava.(Ez a terminológia a PRINCE2 projektmenedzsmenttel foglalkozó kiadványban szerepel.)

## Réselemzés és új termékek
Az új termékek iránti szükséglet vagy a meglévő termékcsaládok kiegészítése felmerülhet portfólióelemzésből, különösen a Boston Consulting Group Growth-share mátrix használatából — vagy a fogyasztói igények trendjeinek rendszeres nyomon követéséből is felmerülhet. Egy ponton rés keletkezik a meglévő termékek kínálata és a változó fogyasztói igények között. A vállalatnak ezt az hézagot kell betöltenie a túlélés és a fejlődés érdekében.
A réselemzés segítségével azonosíthatók a piaci rések. Az előrejelzett nyereség és a kívánt nyereség összehasonlítása megadja a tervezési rést. Ez reprezentálja a célt az új tevékenységekhez és új termékekhez. A tervezési rés három fő elemre osztható: használati rés, meglévő rés és termékrés.

### Használati rés
A felhasználási rés a teljes piaci potenciál és a piacon lévő összes fogyasztó tényleges jelenlegi felhasználása közötti különbség. A képlethez szükséges adatok a következők:
- Piaci használat
- Meglévő használat

### Meglévő használat
A meglévő fogyasztói felhasználás alkotja a teljes jelenlegi piacot, amelyből például kiszámíthatóak a piaci részesedéseket. Általában piackutatásból, legpontosabban panelkutatásból, de eseti munkából is származhat. Néha olyan adatokból is elérhető, amelyeket kormányok vagy iparágak gyűjtöttek kutatás alkalmával. Ezek azonban gyakran olyan kategóriákon alapulnak, amelyek bürokratikusan értelmesek, de marketing szempontból nem hasznosak. A „ használati rés” tehát:
használati rés = piaci potenciál – meglévő használat
Ez egy fontos számítás. Sok, ha nem a legtöbb marketinges elfogadja a meglévő piacméretet — megfelelően kivetítve az előrejelzési időskálájukat — a bővítési tervek határaként. Bár ez gyakran a legreálisabb feltételezés, feleslegesen korlátozhatja a fejlődési horizontot. Például: a video-felvevők eredeti piaca a professzionális felhasználókra fókuszált, akik képesek voltak a magas árakat fizetni. Csak egy idő után bővült a technológia a tömegpiacra.
Az állami szektorban, ahol a szolgáltatók általában monopolhelyzetben vannak, a használati különbség valószínűleg a legfontosabb tényező a tevékenységfejlesztésben. Azonban valószínűleg fontosabb az illetékes kormányzati szerv számára, hogy több fogyasztót vegyenek igénybe például a családi juttatások igénybevételére, mint hogy több helyi irodát nyissanak.
A használatbeli rés a legfontosabb a márkavezetők számára. Ha egy vállalat jelentős teljes piaci részesedéssel rendelkezik, akkor érdemes lehet befektetnie a piac növelésébe. Ez a lehetőség legtöbbször nem elérhető a kisebb szereplők számára, bár továbbra is profitálhatnak abból, ha meghatározott ajánlatokat céloznak meg piaci bővítésként.
Minden más különbség a meglévő értékesítés (piaci részesedés) és a piac egészének teljes értékesítése közötti különbségre vonatkozik. A különbség a versenytársak részesedésében rejlik. Ezek a hiányosságok tehát a versenytevékenységhez kapcsolódnak.

### Termékrés
A termékrés – más néven szegmens- vagy pozicionálási rés – a piac azon része, amelyről egy adott szervezet a termék vagy szolgáltatás jellemzői miatt ki van zárva. Ez azért lehet, mert a piac szegmentált, és a szervezetnek nincsenek kínálatai bizonyos szegmensekben, vagy mert a szervezet úgy pozicionálja kínálatát, hogy az hatékonyan kizár bizonyos potenciális fogyasztókat – mivel a versenyképes ajánlatok sokkal jobb helyzetben vannak ezen fogyasztók számára.
Ez a szegmentáció tudatos politika eredménye lehet. A szegmentálás és a pozicionálás hatékony marketingtechnikák, de a kompromisszum – a jobb fókuszálás ellenében – az, hogy a piaci szegmensek gyakorlatilag elérhetetlenné válhatnak. Másrészt a termékrés alapértelmezés szerint is előfordulhat; a szervezet átgondolta a pozicionálását, kínálata egy adott piaci szegmens felé sodródott.
A termékrés lehet a tervezési rés fő eleme, ahol a szervezet produktívan hozzájárulhat; ezért hangsúlyozzák a helyes pozicionálás fontosságát.

## Jobb folyamat kidolgozására használják
A réselemzés a folyamatokban lévő hiányosságok, valamint a meglévő eredmény és a kívánt eredmény közötti szakadék elemzésére is használható. Ez a lépésenkénti folyamat az alábbi példával szemléltethető:
- A meglévő folyamat azonosítása: horgászat horgászbotokkal
- Határozza meg a meglévő eredményt: naponta 20 halat tudunk fogni
- Határozzuk meg a kívánt eredményt: napi 100 halat szeretnénk fogni
- Azonosítsd és dokumentáld a különbséget: ez 80 halnyi különbség.
- Határozza meg a kívánt eredmény eléréséhez szükséges folyamatot: használhatunk alternatív módszert, például halászhálót
- Fejleszd ki az rés pótlásának eszközeit: szerezz be és használj egy halászhálót
- A rés áthidalására vonatkozó követelmények kidolgozása és rangsorolása[1]

A réselemzés arra is használható, hogy egy folyamatot összehasonlítsunk máshol végrehajtott folyamatokkal, amelyeket gyakran benchmarking segítségével azonosítunk. Ennél a használatnál az egyes folyamatokat egymás mellett és lépésről lépésre összehasonlítjuk, majd feljegyezzük a különbségeket. Ezután elemzik az egyes eltéréseket annak megállapítására, hogy van-e bármilyen előnye az alternatív folyamatra való áttérésnek. Az elemzés eredményei (a folyamatok megváltoztatásának előnyeinek és hátrányainak kontextusában) alátámaszthatják a jelenlegi folyamat fenntartását, egy alternatív folyamat teljes körű bevezetését, vagy az egyes folyamatok különböző aspektusainak egyesülését.

## Fordítás
Ez a szócikk részben vagy egészben  a   Gap analysis című angol Wikipédia-szócikk ezen változatának fordításán alapul.  Az eredeti cikk szerkesztőit annak laptörténete sorolja fel. Ez a jelzés csupán a megfogalmazás eredetét és a szerzői jogokat jelzi, nem szolgál a cikkben szereplő információk forrásmegjelöléseként.